# オリー・ハッセル＝コリンズ
オリー・ハッセル＝コリンズ（Ollie Hassell-Collins、1999年1月17日 - ）は、イングランドのプロラグビーユニオン選手。プレミアシップ・ラグビーのレスター・タイガースに所属している。

## 経歴
ニューベリーRFCでラグビーを始め、16歳でロンドン・アイリッシュのアカデミーに入団した。
2017年、U18イングランド代表として南アフリカ遠征でプレーした。
2018年10月27日、2部リーグ「RFUチャンピオンシップ」のコーンウォール・パイレーツ戦で、ロンドン・アイリッシュのメンバーとしてクラブデビューを果たし、トライを決めた。そのシーズンで、チームは1部リーグ「プレミアシップ」に昇格した。
2019年に、U20シックス・ネーションズとワールドラグビーU20チャンピオンシップに、U20イングランド代表としてプレー。
2021年6月、当時イングランド代表ヘッドコーチのエディー・ジョーンズからシニア代表トレーニングキャンプに初めて招集され、 2023年に新ヘッドコーチのスティーブ・ボーズウィックによって2023年シックス・ネーションズのイングランド代表メンバーに選ばれた。2023年2月4日、開幕戦のスコットランド代表戦でイングランド代表デビューを果たした。
2023年3月、レスター・タイガースと契約。
2024–25シーズンのプレミアシップのレギュラーシーズンで13トライを記録し、ブリストル・ベアーズのゲイブリエル・イビトエと並んで最多トライ記録者となった。